# 白喉乌头
白喉乌头（学名：Aconitum leucostomum）为毛茛科乌头属下的一个种。

## 扩展阅读
- 維基物種上的相關：白喉乌头